# Niko Hovinen
Niko Hovinen (* 16. März 1988 in Helsinki) ist ein finnischer Eishockeytorwart, der seit November 2023 bei Helsingfors IFK in der Liiga unter Vertrag steht. Zuvor spielte er unter anderem bereits für den EC Red Bull Salzburg in der Erste Bank Eishockey Liga (EBEL) sowie für die Iserlohn Roosters in der Deutschen Eishockey Liga (DEL). Bei der Weltmeisterschaft 2011 gewann er mit der finnischen Eishockeynationalmannschaft die Goldmedaille.

## Karriere
Niko Hovinen begann seine Karriere als Eishockeyspieler in seiner Heimatstadt in der Nachwuchsabteilung von Jokerit Helsinki, für dessen Profimannschaft er in der Saison 2006/07 sein Debüt in der SM-liiga gab und mit der er auf Anhieb Vizemeister wurde, nachdem er bereits im Vorjahr als Ersatztorwart in den Profikader beordert wurde. Von 2005 bis 2008 spielte er überwiegend für die Juniorenmannschaften von Jokerit, während er parallel zu einigen Einsätzen für die finnische U20-Nationalmannschaft in der zweitklassigen Mestis kam. Zur Saison 2008/09 wechselte der Torwart innerhalb der SM-liiga zu den Pelicans Lahti, bei denen er seither regelmäßig zum Einsatz kommt und für die er in der Saison 2010/11 erstmals eine komplette Spielzeit als Stammtorwart absolvierte. Von 2008 bis 2010 kam er zudem als Leihspieler zu elf Einsätzen für HeKi in der Mestis. 
Im Mai 2011 unterschrieb Hovinen einen Vertrag als Free Agent bei den Philadelphia Flyers aus der National Hockey League. In der Saison 2011/12 lief er als Leihspieler zunächst jedoch weiterhin für die Pelicans auf. Zuvor war er bereits im NHL Entry Draft 2006 in der fünften Runde als insgesamt 132. Spieler von den Minnesota Wild ausgewählt worden, die ihn allerdings anschließend nie verpflichteten. Die Spielzeit 2012/13 begann Hovinen bei den Trenton Titans aus der ECHL, einem Kooperationspartner der Philadelphia Flyers, ehe der auf der Waiverliste befindliche Finne im Januar 2013 von den Edmonton Oilers ausgewählt wurde. Diese beordeten ihn im Anschluss zu deren AHL-Farmteam, die Oklahoma City Barons.
Im Mai 2013 wurde Hovinen von Metallurg Nowokusnezk aus der Kontinentalen Hockey-Liga verpflichtet, verließ den Klub jedoch im November des gleichen Jahres wieder Richtung Admiral Wladiwostok. Für Admiral kam er verletzungsbedingt bis Saisonende nur auf sieben Einsätze in der KHL und war anschließend vereinslos. Wie er im Jahr 2023 öffentlich machte, entwickelte er nach der Verletzung und der dadurch bedingten wochenlangen Einnahme des Schmerzmittels Oxycodon eine Abhängigkeit, die in eine Alkohol- und Drogensucht mündete. Im November 2016 begab er sich in Behandlung.
Nachdem seine Verletzung ausgeheilt war, erhielt er einen Vertrag über zwei Monate Laufzeit beim EC Red Bull Salzburg aus der EBEL. Nis Mitte Dezember kam er in Salzburg auf fünf Einsätze und kehrte anschließend nach Finnland zurück. Ab Ende Dezember 2014 stand er kurzzeitig bei Luleå HF unter Vertrag, ehe er Ende Januar 2015 vom Leksands IF verpflichtet wurde. Mit diesem schaffte er den Aufstieg aus der zweitklassigen HockeyAllsvenskan in die Svenska Hockeyligan. 
Im August 2015 erhielt er zunächst einen Vertrag über einen Monat Laufzeit bei Kärpät Oulu, der später verlängert wurde. Ende September verließ er den Klub trotzdem und spielte dann wieder für die Pelicans Lahti.
Zur Saison 2016/17 wechselte er zum kroatischen Verein KHL Medveščak Zagreb, der in der Kontinentalen Hockey-Liga an den Start ging. Dort kam er in fünf KHL-Partien zum Einsatz, in denen er jedoch nur durchschnittliche Leistungen brachte. Daher wurde sein Vertrag – nach der Verpflichtung von Michael Garnett und Drew MacIntyre – Anfang November 2016 aufgelöst. Wenig später gab der finnische Erstligist KalPa Hovinens Verpflichtung bekannt. Er spielte im Saisonverlauf dann noch für KalPas Ligakonkurrenten KooKoo, ehe er Anfang Februar 2017 zum Lausanne HC in die National League A (NLA) wechselte und somit erstmals in seiner Laufbahn in der ersten Schweizer Liga spielte. Für den LHC kam er als dritter Torhüter nur zu einem Einsatz in der NLA. Anschließend kehrte er zu KalPa zurück.
Nachdem er in der Saison 2017/18 die höchste Fangquote und den niedrigsten Gegentorschnitt der Liiga vorweisen konnte, wechselte er im Oktober 2018 zu den Iserlohn Roosters in die Deutsche Eishockey Liga. Zur Saison 2019/20 kehrte er in sein Heimatland zurück und unterzeichnete einen Vertrag bei Vaasan Sport, für die er bis 2023 im Tor stand. Zur Schlussphase der Spielzeit 2022/23 wurde er von Tappara verpflichtet, mit denen er kurz darauf – ohne eigenen Einsatz in den Playoffs – finnischer Meister wurde. Seit November 2023 spielt er bei Helsingfors IFK, wo er in der Saison 2023/24 abermals die ligaweit beste Fangquote vorweisen konnte.

### International
Für Finnland nahm Hovinen an der Weltmeisterschaft 2011 in der Slowakei teil, bei der er mit seiner Mannschaft als Ersatztorwart ohne Einsatz Weltmeister wurde.

## Erfolge und Auszeichnungen
- 2007 Finnischer Vizemeister mit Jokerit Helsinki
- 2012 Finnischer Vizemeister mit den Pelicans Lahti
- 2015 Aufstieg in die Svenska Hockeyligan mit den Malmö Redhawks
- 2023 Finnischer Meister mit Tappara

### International
- 2011 Goldmedaille bei der Weltmeisterschaft

## Karrierestatistik
Stand: Ende der Saison 2022/23
(Legende zur Torhüterstatistik: GP oder Sp = Spiele insgesamt; W oder S = Siege; L oder N = Niederlagen; T oder U oder OT = Unentschieden oder Overtime- bzw. Shootout-Niederlage; Min. = Minuten; SOG oder SaT = Schüsse aufs Tor; GA oder GT = Gegentore; SO = Shutouts; GAA oder GTS = Gegentorschnitt; Sv% oder SVS% = Fangquote; EN = Empty Net Goal; 1 Play-downs/Relegation; Kursiv: Statistik nicht vollständig)